# Ема Голдман
Ема Голдман (на английски: Emma Goldman), понякога наричана Червената Ема, е знаменита северноамериканска анархистка и политическа активистка от първата половина на 20 век. Играе важна роля в развитието на анархистката политическа философия в САЩ и Европа.

## Биография
Родена е в Ковно, Руската империя (днешен Каунас, Литва) в еврейско семейство. На 17-годишна възраст през 1885 г. емигрира в САЩ, установява се в Ню Йорк и се включва в анархисткото движение. Тя става писател, лектор, защитник на правата на жените и на нейните речи се събират хиляди. Арестувана е няколко пъти.
Заедно със своя любовник и дългогодишен приятел Александър Бъркман и стотици други тя е депортирана в Русия след Болшевишката революция от 1917 г. В началото тя я поддържа, но скоро започва да критикува насилието и потискането на свободата на словото. Депортирана в Русия през декември 1919 след по-малко от три години напуска Русия.
Когато избухва Испанската гражданска война, тя заминава за Испания, за да даде своята подкрепа за испанската революция. Умира в Канада на 70-годишна възраст през 1940 г.